# Вишнівський Олександр Йосипович
Олекса́ндр Йо́сипович Вишні́вський (Вишнєвський) (нар. 12/24 серпня 1890 — пом. 12 жовтня 1975) — полковник армії УНР (генерал-поручник в еміграції).
Відповідно до українського законодавства є борцем за незалежність України у XX столітті.

## Життєпис
Народився 12 серпня (ст. ст.) 1890 року, за даними Тинченко Я. Ю., — у невеликому селі Заливна Олександрівського повіту Катеринославської губернії (нині — село Заливне Терсянської сільської ради Новомиколаївського району Запорізької області України).
За походженням — із дворян Київської губернії, православного віросповідання.
Закінчив повний курс Київської 3-х класної торгової школи Н. А. Терещенка (здобувши середню освіту), проте обрав військову кар’єру.
18-річним юнаком, 29 вересня 1908 року, добровільно, на пільгових умовах за освітою, поступив на військову службу до піхотного полку російської імператорської армії.
У 1910 році був відряджений на навчання до військового училища. В 1913 році, у Віленському військовому училищі (в місті Вільна), в званні юнкера, закінчив повний курс навчань на «відмінно», 6 серпня 1913 року отримав військовий чин підпоручника (зі старшинством — з 06.08.1912) та був скерований на службу до 169-го піхотного Ново-Трокського полку (в м. Вільна). Займав посаду молодшого офіцера 12-ї роти. Полк входив до складу 43-ї піхотної дивізії 2-го армійського корпусу 2-ї Армії.
В 1913 році, як військовик дійсної служби Російської імперії, отримав медаль «В пам'ять 300-річчя царювання Дому Романових».
Під час Першої світової війни, в ході Східно-Прусської операції, наприкінці серпня 1914 року, біля Мазурських озер, 169-й піхотний Ново-Трокський полк попав в оточення та зазнав великих втрат. Поранений підпоручник Вишнівський потрапив до німецького полону. Був у кількох таборах для полонених, поки не опинився у Ганноверіш Мюнден. На той час (1917 рік) у таборі на ниві українізації активно працював Союз Визволення України.
У лютому 1918 року, під час формування німцями з полонених українців «синьожупанних» дивізій, Олександр Вишнівський очолив пішу сотню у 1-му українському «синьожупанному» козацькому полку імені Петра Дорошенка. Згодом, через брак офіцерських кадрів, його було переведено до 4-го Синьожупанного полку, де він очолив курінь (батальйон).
Після розформування 4-го Синьожупанного полку, за часів Гетьманату, сотник Вишнівський служив у кадрах 11-ї пішої дивізії 6-го (Полтавського) армійського корпусу війська українського.

### На службі УНР
Після перемоги Директорії УНР над силами генерала Скоропадського Олександр Вишнівський вступив до лав республіканської української армії. З ініціативи Семена Петлюри наприкінці грудня 1918 року у Києві почалося відродження формацій «синьожупанників». Він увійшов до складу комісії, яка займалася формуванням нових підрозділів, а згодом став помічником командира 1-го Синьожупанного полку Марка Вовчка-Пащенка.
Вже 1 лютого 1919 року «синьожупанників» було відправлено на лівий берег Дніпра прикривати рештки армії УНР, які відступали під натиском більшовицьких військ. Після цього полк опинився у Василькові під Києвом, де отримав своє перше бойове хрещення в другій половині лютого. В березні у боях під містом Вчорайше (тепер Ружинський район Житомирської області) командир «синьожупанників» Вовчок-Пащенко не зміг контролювати ситуації й за таких умов Вишнівський перебирає командування полком. Водночас полк перейшов у підпорядкування начальника 7-ї пішої кадрової дивізії Миколи Шаповала.
Після захоплення наприкінці березня більшовиками Жмеринки війська армії УНР були розділені навпіл. За таких скрутних обставин командир полку «синьожупанників» не впав у відчай — Вишнівський організовано відвів свою частину за ріку Збруч, паралельно роззброївши збільшовичений Бессарабський полк, отримавши значну кількість зброї, якої так не вистачало українським військам протягом усього часу Української революції. Протягом кінця квітня — середини травня полк Олександра Вишнівського перебував за Збручем, де ніс охоронну службу. Від кінця травня «синьожупанники» знову беруть участь у бойових діях: Кам'янець-Подільський, Нова Ушиця теперішньої Хмельницької області, де полк отримав нову нумерацію (7-й Синьожупанний полк 3-ї пішої дивізії), Вапнярська та Піщанська операції на території Вінницької області. У ході Піщанської операції Вишнівського було поранено й до пізньої осені 1919 року він перебував у Вінницькому шпиталі на лікуванні. 
Невдовзі після повернення до війська Олександр Вишнівський був відряджений на переговори з Галицькою армією (УГА), яка на той час ще підпорядковувалася штабу армії УНР. У листопаді 1919 року галицькі збройні сили перейшли на бік білогвардійців генерала Денікіна і Вишнівський повернувся до Наддніпрянської армії УНР, де очолив залишки розбитих білогвардійцями «синьожупанників», об'єднаних у 3-й окремий кінний полк. На чолі цього полку Вишнівський пройшов бойовими шляхами славного Зимового походу армії УНР.
Під час оборонних боїв, 10 липня 1920 року полковника Вишнівського знову було поранено і його права рука навіки залишилася непрацездатною, через що він вже не міг повернутися до лав діючої армії. Фронтова рана вплинула і на місце подальшої роботи Вишнівського: оскільки фізично працювати він не міг, то радо прийняв пропозицію генерала Зелінського очолити його канцелярію.

### Життя в еміграції
У міжвоєнний період Вишнівський проживав у Польщі, займався написанням досліджень та спогадів з історії українських визвольних змагань, збирав документи та матеріали армії УНР. В цей час, зокрема, у журналі «За державність» побачили світ два його спогади: «Вапнярка» (1934, № 4) та «До історії „Синіх“ і „Залізних“» (1937, № 7).
Під час Другої світової війни, з березня 1945 року, Олександр Вишнівський був приділений до штабу Української національної армії Вермахту, з частинами якої відійшов до Німеччини, а звідти, у 1948 році, емігрував до Сполучених Штатів, де оселився у Детройті. У США він не полишив історичних досліджень і видав в Нью-Йорку у видавництві «Червона калина» 1971 року книгу «Третя Залізна дивізія», а у 1973 в Детройті капітальну працю про повстансько-партизанський рух під час визвольних змагань під назвою «Повстанський рух і отаманія». Саме у Америці екзильним урядом УНР Вишнівського було підвищено до ранги генерал-хорунжого, а дещо пізніше — генерал-поручника армії УНР.
Помер після важкої хвороби у неділю 12 жовтня 1975 року в місті Детройт. На панахиді по померлому були присутні представники комбатантських організацій з прапорами — Січові Стрільці, Дивізійники, Армії УНР та УПА, представники громадських організацій і делегацій молодіжних організацій СУМ, Пласт та ОДУМ. На панахиді виступили о. О. Биковець, генерал Михайло Крат та єпископ Петро.
Поховали генерала на цвинтарі в Баунд Бруці 15 жовтня, покривши обличчя найвищою козацькою посмертною нагородою — «Червоною Китайкою», згідно з віками освяченою традицією.

## Вшанування пам'яті
- У жовтні 2015 року в його рідному селі Заливне Запорізької області встановлено меморіальну дошку полковнику армії УНР Олександру Вишнівському.

- В місті Запоріжжі є вулиця Олександра Вишнівського[8]